# Spookhuis (attractie)
Een spookhuis of spookslot is een attractietype dat te vinden is op kermissen en in attractieparken. In de attractie komt de bezoeker geesten, spoken en andere bovennatuurlijke wezens tegen. Er zijn ook attracties die verlaten gevangenissen of psychiatrische ziekenhuizen voorstellen of die zijn geïnspireerd op horrorfilms.
Een spookhuis wordt in attractieparken vaak alleen voor het Halloween-seizoen geïnstalleerd. In Walibi Belgium in Waver bijvoorbeeld worden tijdens Halloween jaarlijks zes tot zeven tijdelijke spookhuizen opgebouwd. 

## Soorten spookhuizen
Er zijn twee soorten spookhuizen:
- Bij het eerste type, een zogenoemde walkthrough, verkent de bezoeker het spookhuis te voet. Soms wordt zo'n walkthrough gecombineerd met een andere attractie, bijvoorbeeld Mystery Castle in Phantasialand.
- Bij het tweede type, een darkride, neemt de bezoeker plaats in een wagentje. Bij beide types maken speciale effecten de ervaring realistischer. Lichten, geluiden, rookmachines, ensceneringen, animatronics of acteurs creëren een enge sfeer. Sommige van deze attracties worden niet aanbevolen voor mensen met hartproblemen, en soms gelden er leeftijdsbeperkingen.

## Voorbeelden

### Spookhuizen in attractieparken
- Geister Rikscha in Phantasialand
- Danse Macabre en daarvoor Spookslot in de Efteling
- Mystery Castle in Phantasialand
- Phantom Manor in Disneyland Paris
- Spookslot in Julianatoren
- Spookmuseum in Drievliet
- Spookhuis in Amusementspark Tivoli
- Zombie in Wiener Prater
- Spook Kasteel in De Valkenier
- Wild West Adventure in Attractiepark Slagharen
- Haunted Hospital in Fuji-Q Highland
- Haunted Mansion in Magic Kingdom
- Griezelhuis in Speelstad Oranje
- Geisterschloss in Europa-Park

### Spookhuizen op de kermis
- Ghost Villa (C. Sipkema-Bartling)
- Haunted Mansion (J. Hinzen)
- Spuk (R. Sipkema-Lutjens)
- Haunted Castle (H. Lutjens-van Reken)
- Ghost Castle (D. Smit)
- Ghost Train (Gebroeders Regter)
- Thriller (J. Lemmerman)
- Geister Villa (B. Molengraft-Sipkema)
- Mystery Kasteel (Boersma)
- Spooky Pirates (van Eijck)

## Afbeeldingen

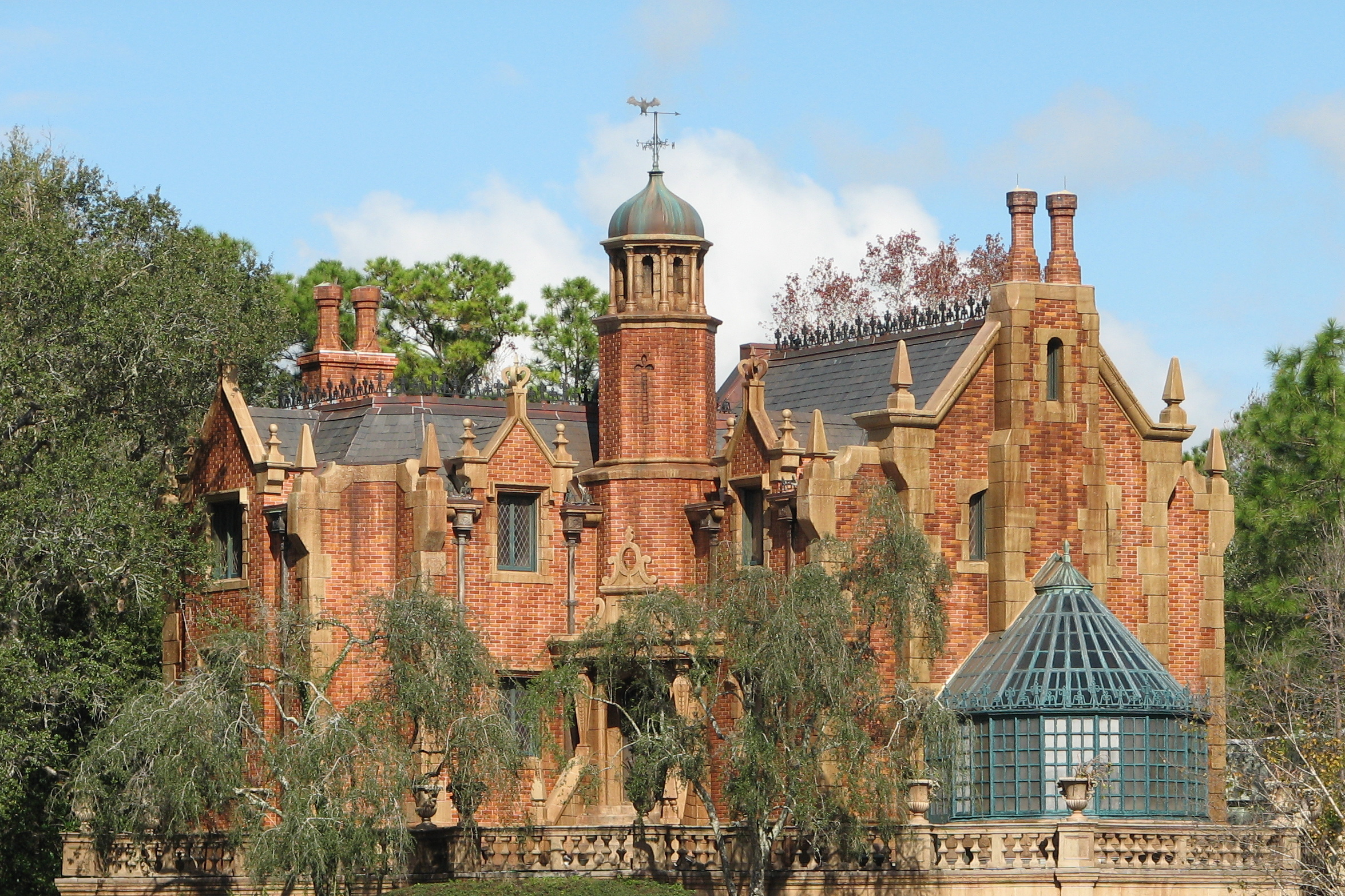
Haunted Mansion, Magic Kingdom in Florida
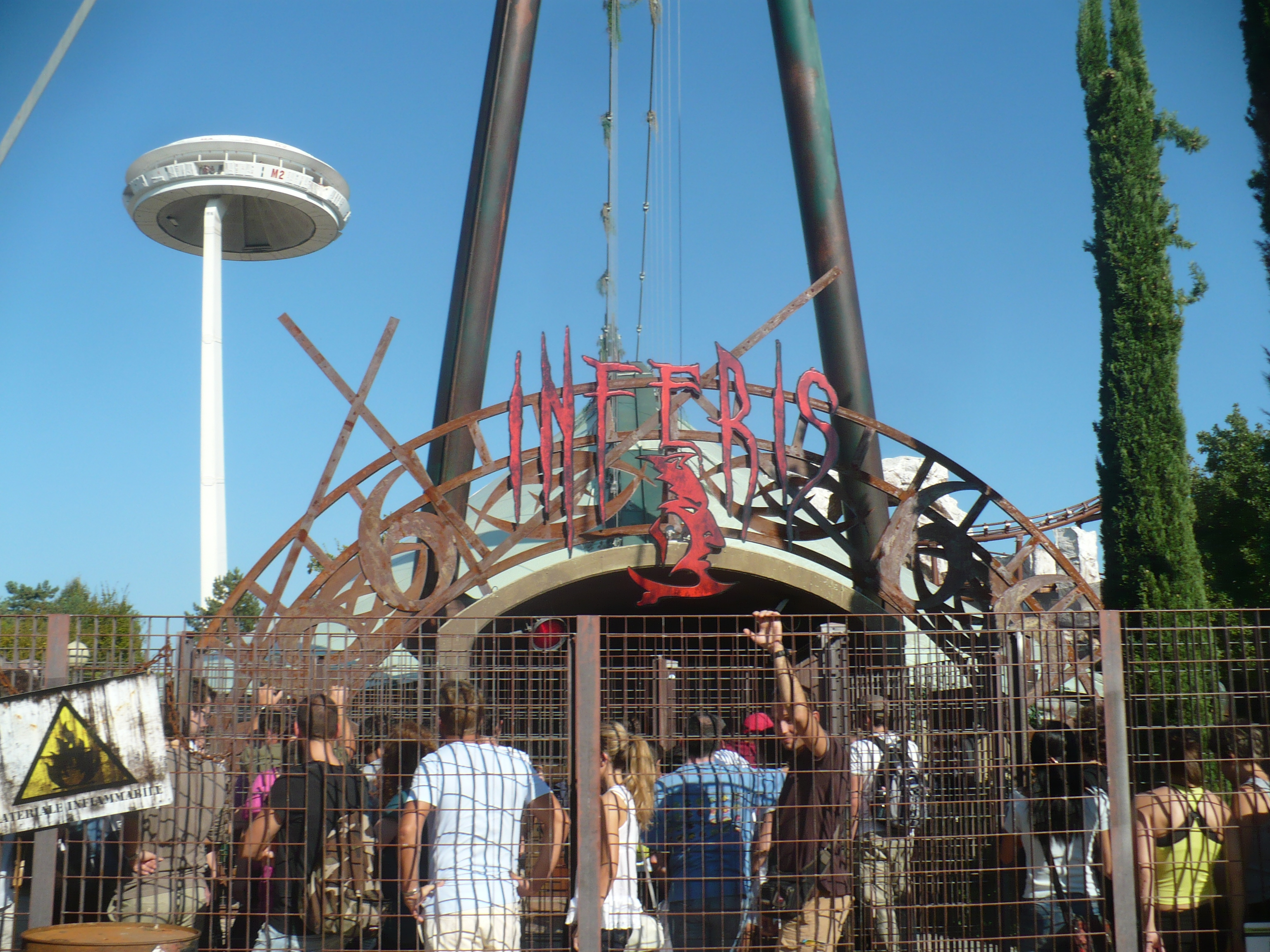
Inferis, Gardaland
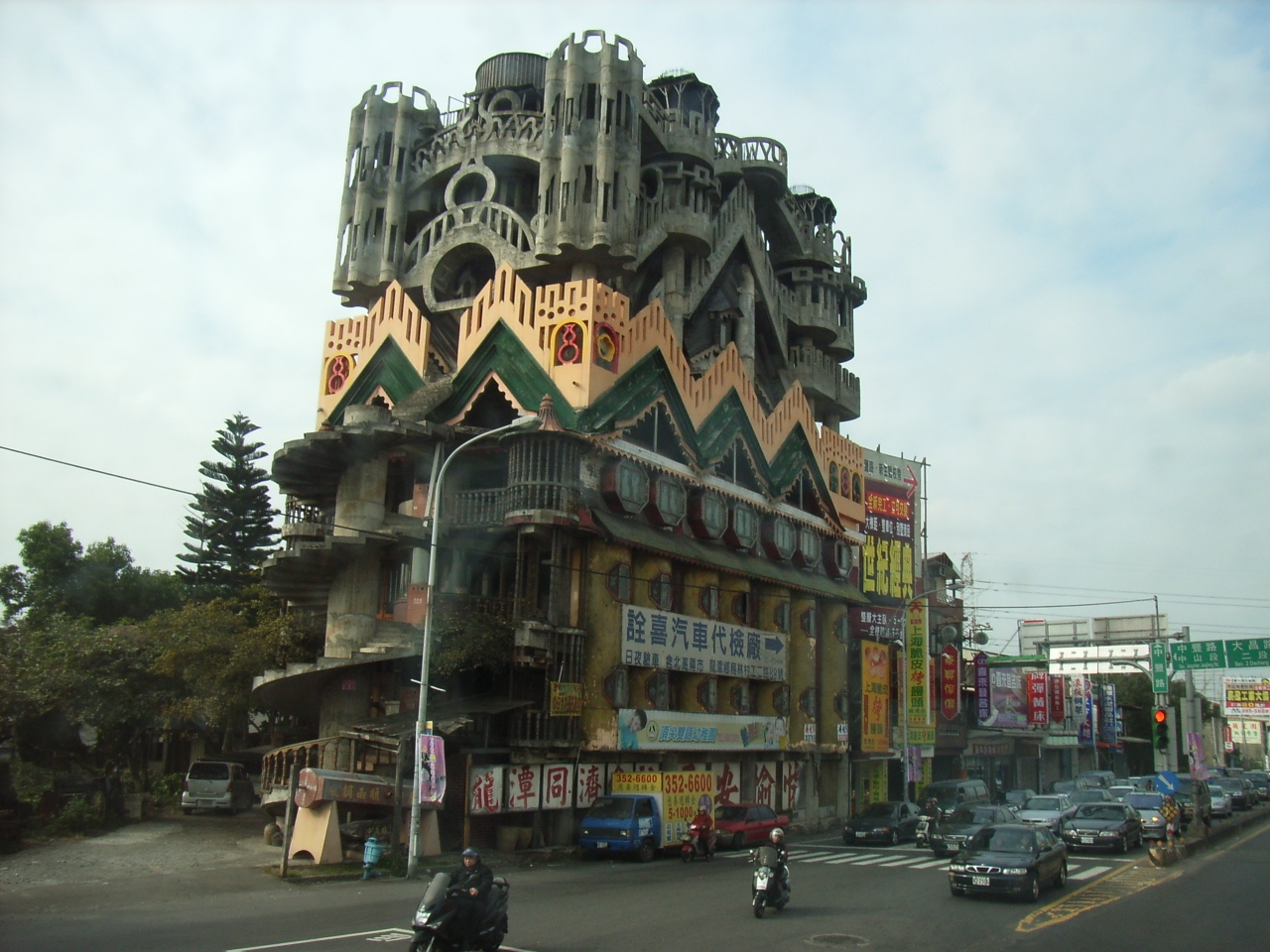
Een spookhuis in Taiwan
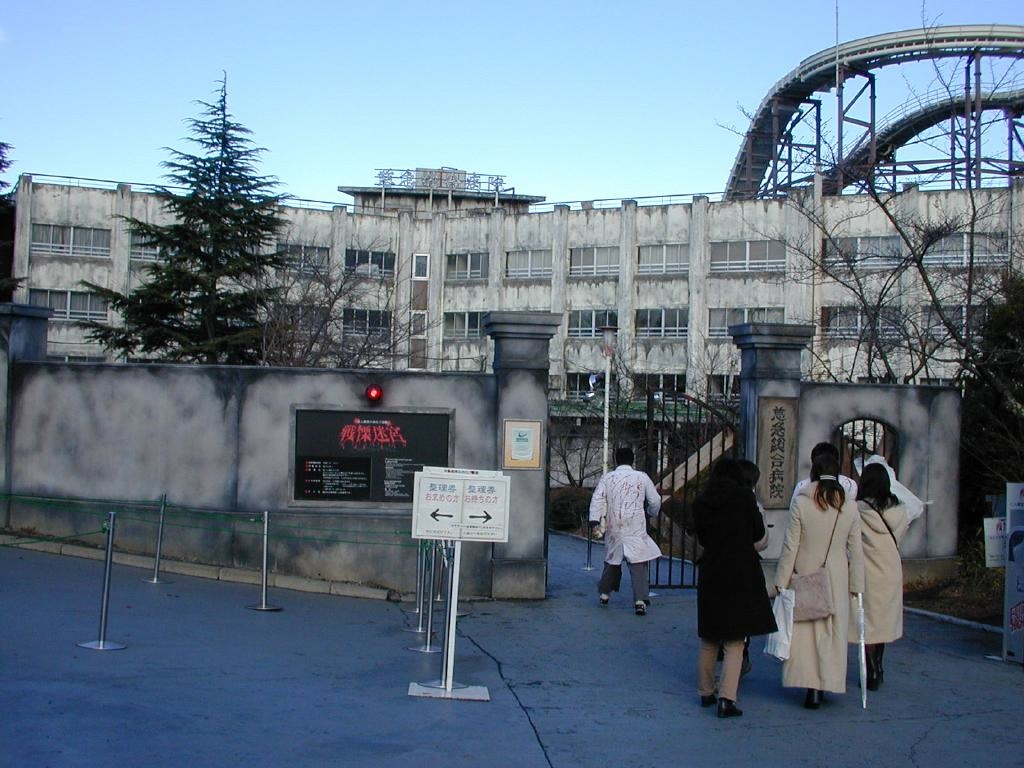
Haunted Hospital in Fuji-Q Highland in Japan
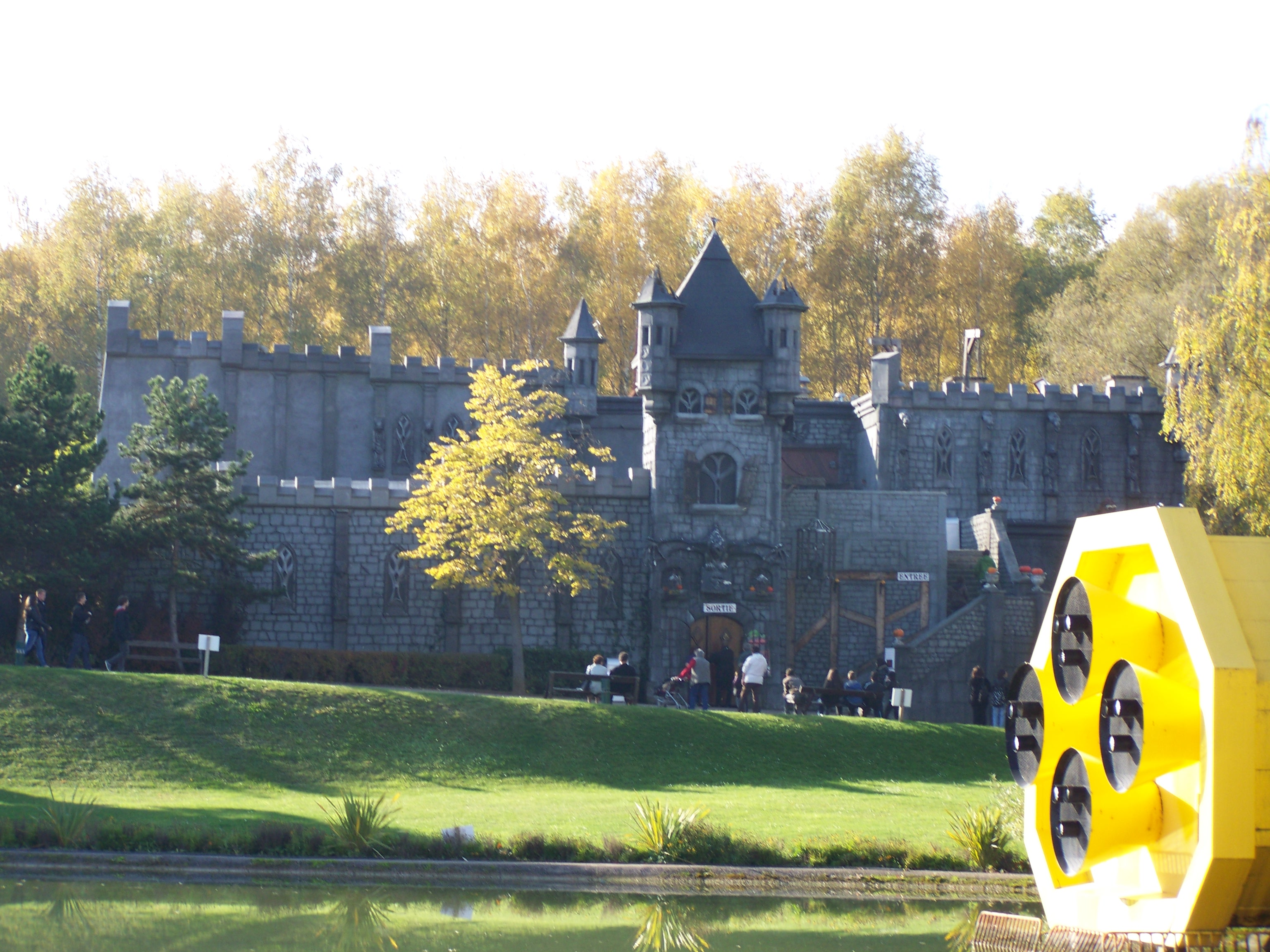
Terror House, Walygator Parc